# Episcopalis audientia
Le episcopales audientiae furono i tribunali vescovili che sorsero allorché l'imperatore Costantino concesse alla Chiesa il Privilegium fori.

## Nascita e sviluppo
In un primo momento essi dovevano servire a dirimere le controversie fra chierici, ma successivamente fu concesso il loro utilizzo anche nei processi fra laici, purché entrambe le parti fossero d'accordo (inter volentes). La funzione giudicante era svolta dal vescovo.
Questi tribunali si diffusero in modo particolare durante il Medioevo poiché la popolazione, confidando nell'aequitas e nella benevolentia della Chiesa, preferiva dirimere le proprie controversie in questa sede piuttosto che rivolgersi alla giustizia regia, la quale si estrinsecava in un processo inquisitorio i cui esiti potevano essere estremamente gravosi per la parte soccombente.